# Беївська сільська рада
Бе́ївська сільська́ ра́да — колишній орган місцевого самоврядування в Липоводолинському районі Сумської області. Адміністративний центр — село Беєве.

## Загальні відомості
- Населення ради: 865 осіб (станом на 2001 рік)

## Населені пункти
Сільській раді були підпорядковані населені пункти:
- с. Беєве
- с. Куплеваха
- с. Мельникове
- с. Олещенкове

## Склад ради
Рада складалася з 14 депутатів та голови.
- Голова ради: Гелеверя Олександр Михайлович
- Секретар ради: Омельченко Оксана Андріївна

### Керівний склад попередніх скликань
| Прізвище, ім'я, по батькові   | Основні відомості                                                 | Дата обрання | Дата звільнення |
| ----------------------------- | ----------------------------------------------------------------- | ------------ | --------------- |
| Гречана Любов Володимирівна   | Сільський голова, 1955 року народження, позапартійна              | 26.03.2006   | 31.10.2010      |
| Гелеверя Олександр Михайлович | Сільський голова, 1970 року народження, освіта вища, безпартійний | 31.10.2010   |                 |

Примітка: таблиця складена за даними сайту Верховної Ради України